# Lastrichtung
Wenn sich Verkehrsteilnehmer oder Transportgüter innerhalb eines bestimmten Zeitraums mehrheitlich in eine gemeinsame Richtung bewegen bzw. bewegt werden, so wird diese Richtung als Lastrichtung (engl.: peak direction) bezeichnet.

## Beispiele

### Pendler
Viele Pendler fahren oder gehen morgens von den Wohnbereichen zu den Arbeitsstätten und nachmittags wieder zurück. Die Lastrichtung verläuft somit morgens von den Wohnbereichen zu den Arbeitsstätten und nachmittags von den Arbeitsstätten zu den Wohnbereichen.

### Freizeitverkehr
Im Freizeitverkehr sind die Verkehrsströme diffus und abhängig von der jeweiligen Zielgruppe, der Freizeitaktivität und dem gewählten Verkehrsmittel sehr unterschiedlich. Daher ist eine Lastrichtung im Freizeitverkehr nur bei großen Einzelereignissen, wie Fußballspielen oder Konzerten, zu beobachten.

### Güterverkehr
Abhängig von Abbaugebieten von Rohstoffen, von Produktionsstätten und den Orten der Kunden gibt es gerade im Güterverkehr starke Lastrichtungen, wie beispielsweise früher bei der sächsischen Windbergbahn. So führt das Nachtsprung-Verfahren beim Seehafenhinterlandverkehr dazu, dass in der ersten Nachthälfte besonders viele Güterzüge von Häfen (etwa dem Hamburger Hafen) ins Landesinnere abfahren und in der zweiten Nachthälfte aus dem Landesinneren an den Häfen eintreffen.

## Auswirkungen

### Überlagerung von Lastrichtungen
Verschiedene Lastrichtungen können sich überlagern, mithin sowohl verstärken als auch gegenseitig ausgleichen.

### Straßenverkehr
Im Straßenverkehr wirkt sich die Lastrichtung sowohl auf die Nutzung der Verkehrswege als auch auf den ruhenden Verkehr aus:
- Die Straßen sind in der jeweiligen Lastrichtung besonders stark genutzt.[2]
- Der Parkraum ist vor der Lastrichtung an den Verkehrsquellen und nach der Lastrichtung an den Verkehrszielen besonders hoher Nachfrage ausgesetzt.[3]

### Öffentlicher Personennahverkehr
Im ÖPNV werden Verstärkerfahrten zur Hauptverkehrszeit in manchen Fällen nur in der jeweiligen Lastrichtung angeboten.

### Verkehrswege
Bei besonders stark ausgeprägter Lastrichtung werden zusätzliche Verkehrswege angelegt, die während der Hauptverkehrszeit in der jeweiligen Lastrichtung benutzt werden (können). Drei Beispiele:
- Handbuch zur dynamischen Spurfreigabe auf US-Autobahnen je nach Lastrichtung[4]
- Die Sierichstraße in Hamburg ist eine Einbahnstraße, auf der tageszeitabhängig die Fahrtrichtung geändert wird. Diese zweistreifige Stadtstraße wird jeweils in Lastrichtung freigegeben; die Umschaltungen erfolgen um 04:00 Uhr morgens und um 12:00 Uhr mittags.[5]
- U-Bahn New York: Linien 4, 5, 6, 7, D, J/Z mit Expresszügen auf zusätzlichem dritten Gleis in Mittellage in jeweiliger Lastrichtung[6][7]